# Warkleigh
Warkleigh är en by i civil parish Satterleigh and Warkleigh, i distriktet North Devon, i grevskapet Devon i England. Byn är belägen 8 km från South Molton. Warkleigh var en civil parish fram till 1894 när blev den en del av Satterleigh & Warkleigh. Civil parish hade 236 invånare år 1891.